# Bernard Petitjean
Bernard-Thadée Petitjean (Blanzy, 14 giugno 1829 – Nagasaki, 7 ottobre 1884) è stato un vescovo cattolico e missionario francese.

## Biografia
Nacque nel 1829 a Blanzy, in Borgogna, circa 100 km a sudovest di Digione.

### Formazione e ministero sacerdotale

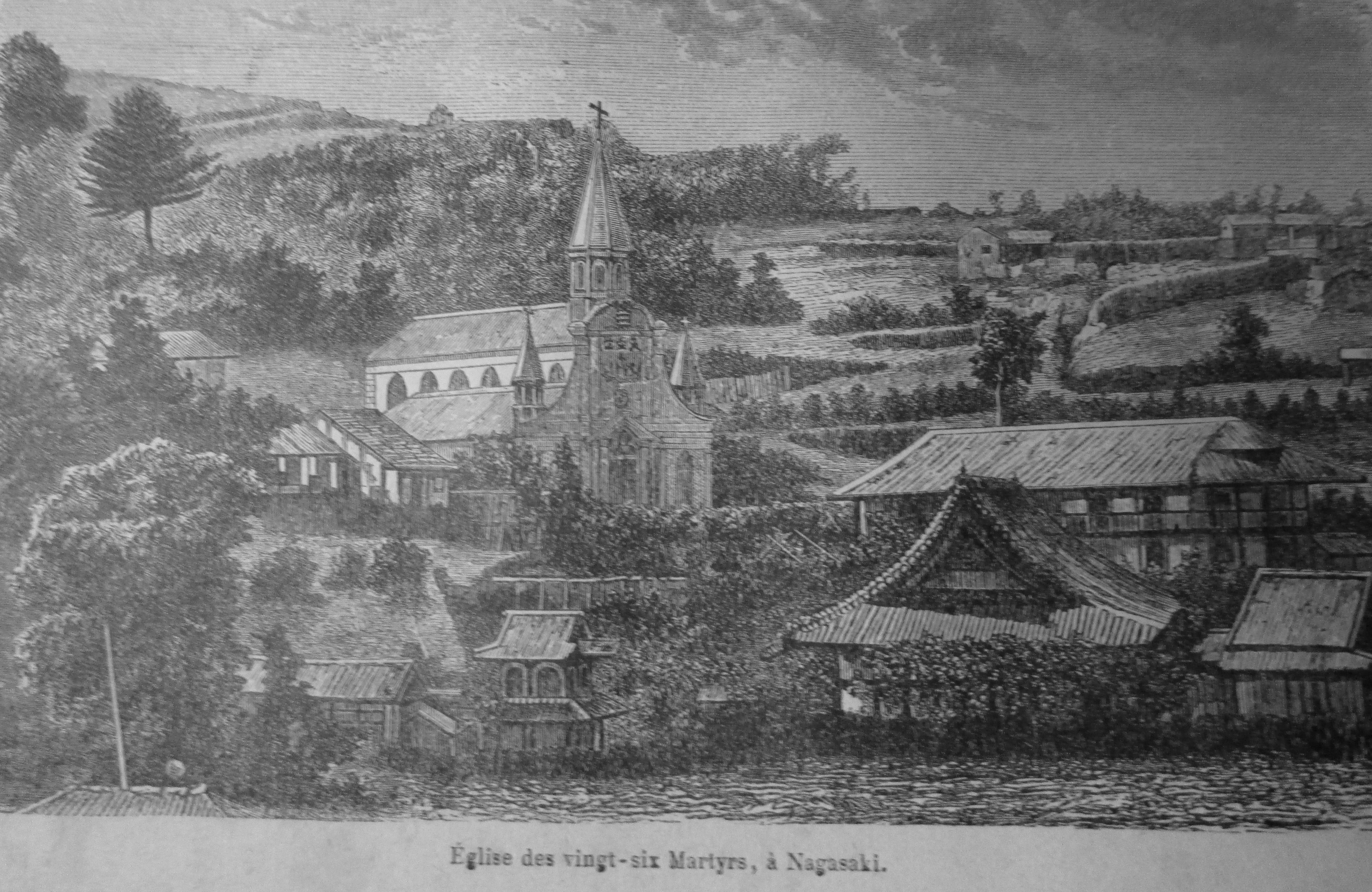
La chiesa dei Ventisei Martiri a Nagasaki come appariva nel 1885.

Frequentò il seminario della vicina Autun, e fu ordinato sacerdote il 21 maggio 1853.
Dopo alcune esperienze pastorali, nel 1859 entrò nel seminario della Società per le missioni estere di Parigi e nove mesi dopo s'imbarcò per il Giappone su indicazione dei suoi superiori. Per due anni soggiornò nelle isole Riukyu, poi si spostò a Yokohama e quindi a Nagasaki. Va ricordato che il Giappone si era aperto ai missionari stranieri (con divieto di proselitismo) solo nel 1853 e che nel 1862 papa Pio IX aveva canonizzato ventisei martiri uccisi appunto a Nagasaki nel 1597.
Petitjean partecipò alla costruzione della chiesa dedicata ai ventisei martiri a Nagasaki, chiesa che venne inaugurata il 19 febbraio 1865. Ed è con sorpresa ed emozione che qui fu contattato dai discendenti degli antichi cristiani giapponesi, i kakure kirishitan, attirati dalla costruzione della chiesa e della sua croce, che s'erano tenuti nascosti per secoli, tramandandosi solo oralmente e senza clero la fede e alcune preghiere. Per la maggior parte, si trattava di semplici pescatori o artigiani.

### Ministero episcopale

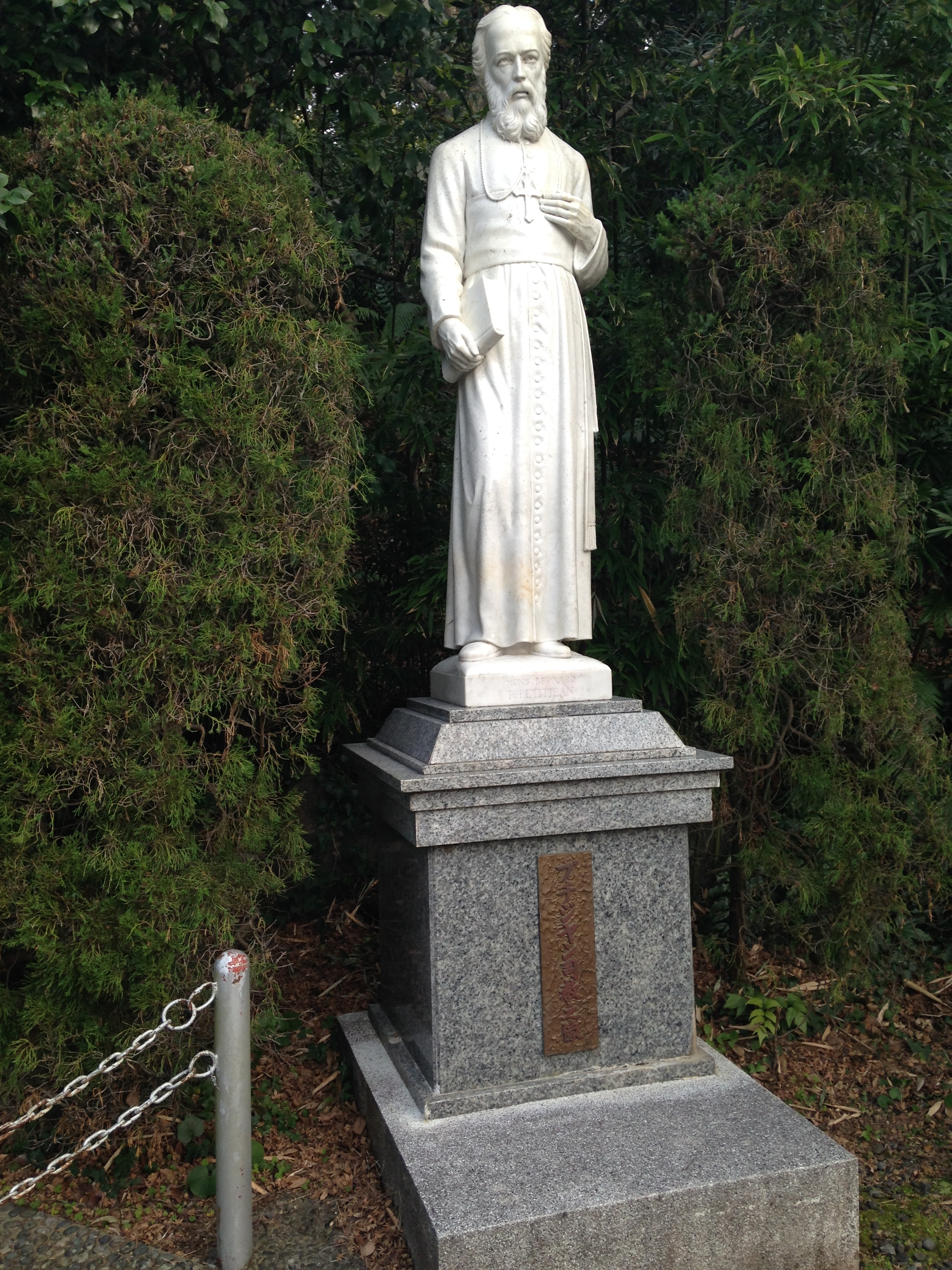
Statua di mons. Petitjean nel giardino della chiesa dei Ventisei Martiri a Nagasaki

L'anno seguente, l'11 maggio 1866, Pio IX nominò Petitjean vescovo in partibus infidelium di Miriofito e vicario apostolico del Giappone.
Il governo giapponese reagì in modo inizialmente ostile al rifiorire del cristianesimo nel sud del paese e ci fu anche una piccola persecuzione, che si risolse però rapidamente (1873). Meno di dieci anni dalla sua nomina a vicario apostolico, nel 1875, Petitjean si recò a Roma per chiedere di dividere il vicariato in due parti (Giappone settentrionale e Giappone meridionale).
Morì a Nagasaki il 7 ottobre 1884.

## Genealogia episcopale e successione apostolica
La genealogia episcopale è:
- Cardinale Scipione Rebiba
- Cardinale Giulio Antonio Santori
- Cardinale Girolamo Bernerio, O.P.
- Arcivescovo Galeazzo Sanvitale
- Cardinale Ludovico Ludovisi
- Cardinale Luigi Caetani
- Cardinale Ulderico Carpegna
- Cardinale Paluzzo Paluzzi Altieri Degli Albertoni
- Papa Benedetto XIII
- Papa Benedetto XIV
- Cardinale Enrico Enriquez
- Arcivescovo Manuel Quintano Bonifaz
- Cardinale Buenaventura Córdoba Espinosa de la Cerda
- Cardinale Giuseppe Maria Doria Pamphilj
- Papa Pio VIII
- Papa Pio IX
- Vescovo Philippe François Zéphirin Guillemin, M.E.P.
- Vescovo Bernard-Thadée Petitjean, M.E.P.

La successione apostolica è:
- Vescovo Joseph-Marie Laucaigne, M.E.P. (1874)
- Vescovo Marie-Jean-Gustave Blanc, M.E.P. (1883)